# 대림통상
대림통상은 대한민국의 금속, 건자재 전문업체로, 본사는 서울특별시 서대문구 연희로 142 (연희동 87-9)에 위치해 있다.

## 역사
- 1970년 - 회사설립
- 1975년 - 주식상장
- 2003년 - 도비도스 브랜드 도입

## 같이 보기
- 비데
- DL그룹
- 대림바스
- 도비도스